# Річард Чемберс
Річард Чемберс  (англ. Richard Chambers, 10 червня 1985) — британський веслувальник, олімпійський медаліст.

## Виступи на Олімпіадах
| Олімпіада   | Дисципліна                              | Місце |
| ----------- | --------------------------------------- | ----- |
| Пекін 2008  | легка четвірка розстібна без стернового | 5     |
| Лондон 2012 | легка четвірка розстібна без стернового | 2     |

## Зовнішні посилання
- Досьє на sport.references.com [Архівовано 25 червня 2009 у Wayback Machine.]

1. ↑  Richard Chambers